# Ана Матронік
Ана Лінч (нар. 14 серпня 1974 року), відома під сценічним ім'ям Ана Матронік (Ana Matronic) — американська співачка, найбільш відома як вокалістка гурту Scissor Sisters.

## Кар'єра
До переїзду в Нью-Йорк, Лінч жила у Сан-Франциско (штат Каліфорнія) де грала у дреґ-шоу Trannyshack та потрапила до фіналу конкурсу краси Міс Треннішек. Вона приєдналась до Scissor Sisters, заснованого Джейком Ширзом та Скоттом Гофманом (Бейбідедді), після їхнього першого виступу в клубі.
Ана Матронік стверджує, що на її думку, мета гурту є «про людей, що виражають свої фантазії назовні, намагаючись втекти від буденності, та виглядати так, як вони є у своїх мріях». Прихильники, яких приваблює Ана, серед яких є як гомосексуальні чоловіки, так і гетеросексуальні жінки, називають себе «Анасексуалами».

## Особисте життя
У 2004 році вона відкрила британському виданню Glamour, що її батьки розлучились, коли вона була зовсім малою, через гомосексуальність її батька, і що її батько помер від хвороби, пов'язаної зі СНІДом, коли їй було 15 років. У цьому ж інтерв'ю вона ствердила, що її занурення у гей-культуру можливо є спробою стати ближчою до нього та зрозуміти, якою він був людиною.
Побутує думка, що її сценічне ім'я було обрано через «глибоку та незмінну любов до роботів». На правому плечі Ана має велике татуювання біонічної електросхеми. Також в неї є тату кельтського вузла на щиколотці, яке позначає її ірландське походження.
Ана вийшла заміж за свого хлопця Сета Кірбі у квітні 2010 року після семирічних стосунків.